# Liuguanghe-Brücke (Xiqian Expressway)
Die Liuguanghe-Brücke (Xiqian Expressway) (chinesisch 息黔高速公路六广河特大桥) führt den Xiqian Expressway (S 30) bei Liutongxiang in der Provinz Guizhou, Volksrepublik China in einer Höhe von 375 m über den Yachi genannten mittleren Abschnitt des Wu Jiang, einen rechten Nebenfluss des Jangtsekiang. Sie gehört damit zu den höchsten Brücken der Welt.
Die 2017 eröffnete Brücke steht rund 50 km oberhalb der 165 m hohen Wujiangdu-Talsperre. Deren Stausee ist bei Vollstau unter der Brücke 47 m tief, die Fahrbahn liegt dann nur noch 328 m über dem Wasserspiegel.
Die insgesamt rund 1260 m lange Brücke hat in jeder Fahrtrichtung zwei Fahrspuren und einen Pannenstreifen. Die sehr schmalen Gehwege dienen nur dem Wartungspersonal; sie werden durch die Verankerung der Schrägseile und ihrer Schwingungsdämpfer eingeengt.
Die Schrägseilbrücke hat eine Spannweite von 580 m. Sie hat zwei Stahlbeton-Pylone. Der westliche hat eine beachtliche Höhe von 248 m. Die Schrägseile sind fächerförmig, aber nicht symmetrisch angeordnet. Die äußeren Fahrbahnträger sind vergleichsweise kurz, die äußersten Seile haben deshalb einen deutlich geringeren Abstand voneinander. Der Fahrbahnträger besteht aus einem stählernen Trägerrost und einer Betonplatte.
An der östlichen Seite schließt sich geländebedingt noch eine über 200 m lange Stahlbetonbrücke an.